# Lebak
Lebak é um município de  primeira classe de renda municipal (d) na província Sultan Kudarat, nas Filipinas. De acordo com o censo de 1 de maio  de  2020 possui uma população de 91 344 pessoas e 22 155 domicílios.